# 三木ひとみ
三木 ひとみ（みき ひとみ、1981年〈昭和56年〉12月31日 - ）は、日本の行政書士。行政処分に対する不服審査請求の申し立てを代理することができる特定行政書士の付記を受けている。専門は生活保護申請業務。

## 経歴
1981年（昭和56年）生まれ、神奈川県横浜市出身。警察官の父親と小学校教員の母親の間に生まれ、妹がいる。
小学校高学年の頃、両親が離婚し、母方につくが、生活能力がなく「ゴミ屋敷」のような自宅での生活を余儀なくされるものの「勉強スペースだけは確保」し、横浜市立金沢高等学校にて米国への交換留学を経て国際基督教大学（ICU)教養学部語学科に入学。
ICU在学中に未婚出産しシングルマザーとなるものの、激務で知られるリクルートに就職する。
しかし、預けていた無認可保育所で娘が歯を怪我したことに強い不安を覚え、子育てと両立できるような職場に転職するもストーカー被害に遭い、娘を連れてDV被害者の女性が入るシェルターに入所するものの、住まいと仕事を失ってしまう。
その際、生活保護を受けて娘と同居できるアパートを借りようと考え、東京都下の福祉事務所を訪れたものの、「両親がどちらも公務員なら無理だ」、「娘の学資保険を解約しないと生活保護は受給できない」などと窓口で言われて申請を拒否され、結局、水商売で生計を立てることを余儀なくされる。
水商売で生計を立てながら、2015年（平成27年）行政書士試験に合格し、翌2016年（平成28年）、大阪府松原市で「行政書士ひとみ法務事務所」を開業。翌2017年（平成29年）には法人化し「行政書士法人ひとみ綜合法務事務所」を設立。
当初は語学力を活かして国際業務を専門にしようと考えていたものの、「はじめに手伝った先輩の行政書士が生活保護の相談業務に熱心だった」ことが契機となり、その後は「成り行き」から生活保護申請の依頼が舞い込み続け、来る者拒まずで対応し続けたところ、口コミで評判が拡がり、「自分の生活困窮の経験もあるので他人事とは思えず」全国からの依頼を受け付けるうちに、10,000件以上の申請を代行するに至り、自他共に認める「生活保護申請に特化した行政書士」となる。
その後は「おそらく日本で最も生活保護申請書を作成している行政書士」を自称し、2019年（令和元年）5月には事務所を構える大阪市にほど近い門真市のFMラジオ放送局「FM-HANAKO」に生活保護をテーマとして出演
、次いで『週刊SPA!』、朝日新聞などから「生活保護に詳しい行政書士」として取材を受けるようになる。2022年（令和4年）7月、処女作となる『わたし生活保護を受けられますか』(ペンコム)を上梓。
同著は、生活保護の仕組みや手続きの方法を詳細に解説しており、保護申請者の不安な立場に寄り添った内容であるとして一定の評価を受け、多くのマスメディアで書評等が取り上げられ、2024年（令和6年）10月9日には『2024年改訂版 わたし生活保護を受けられますか』と題して改訂新版が発売されることも決定した。
2023年（令和5年）3月には毎日放送MBSニュースにコメンテーターとして出演し、堺市で問題となった不自然な生業扶助の支給申請書について専門家としてコメントした。12月に読売テレビの取材を受けた際には、大阪市の福祉行政における人手不足問題について「最後のセーフティーネットである生活保護制度は、生活のひっ迫した人たちに素早く対応しなければいけない。そのためには、職員が圧倒的に足りていない。生活保護が助けを求める人に正しく使われるようになり、私たちのような仕事がなくなるのが理想だ」と話した。
2021年（令和3年）6月には兵庫大学で、令和4年12月13日には東京工科大学にて生活保護に関する特別講義を開講している。

## メディア出演

### 新聞
- 朝日新聞（2022年7月28日朝刊[16]）
- 琉球新報（2022年10月26日朝刊[17]）
- 信濃毎日新聞（2022年10月26日朝刊[17]）
- 大阪日日新聞（2022年10月28日朝刊[18]）
- 中部経済新聞（2022年11月3日朝刊[19]）
- 奈良新聞（2022年11月3日朝刊[20]）
- 秋田魁新報（2022年11月5日朝刊[21]）
- 室蘭民報（2022年11月7日朝刊[22]）
- 西日本新聞（2022年11月8日朝刊[23]）
- 沖縄タイムス（2022年11月8日[24]）
- 山陰中央新報（2022年11月11日朝刊[25]）
- 毎日新聞（2022年11月24日朝刊[26]）
- 山梨日日新聞（2022年12月3日朝刊[27]）
- 神戸新聞（2024年9月15日朝刊[28]）
- 読売新聞（2025年2月8日朝刊[29]）

### テレビ番組
- 毎日放送「MBSよんチャンTV」（2023年3月[30]）
- 読売テレビ「読売テレビニュース」（2023年12月[31]）

### 雑誌
- 扶桑社「日刊SPA!」（2021年3月23日・30日[32]、2021年11月2日[33]、2021年11月6日[34]）
- 講談社「週刊現代」（2023年4月10日[35]）

### ネットメディア
- 徳島新聞電子版（2020年[36][37]）
- 「Miyanichi e-press」（宮崎日日新聞、2020年[38]）
- 「SANSPO.COM」（産経デジタル、2020年[39]）
- 「朝日新聞デジタル&M」（朝日新聞、2020年[40]）
- 「SANSPO.COM」（産経デジタル、2020年[41]）
- 「Miyanichi e-press」（宮崎日日新聞、2020年[42]）
- 「朝日新聞デジタル&M」（朝日新聞、2020年[43]）
- 「女子SPA!」（扶桑社、2021年[44][45]）
- 「資産形成ゴールドオンライン」（幻冬舎、2023年[46]）
- 弁護士JP （弁護士JP、2024年11月24日[47] - ）

| 掲載日   | タイトル |
| 2024年   | 2024年 |
| -------- | --- |
| 11月24日 | 「3度の食事」にさえ困っているのに「生活保護」の申請が“却下”…なぜ？ 制度にひそむ“落とし穴”とは                                                      |
| 12月1日  | 生活保護「家族に“扶養照会”しないと受けられない」は“ウソ”…行政に課せられた“正しい運用ルール”と「どうしても知られたくない場合」の対処法              |
| 12月8日  | 「生活保護の受給要件をみたしているのに…」相談者の7割近くが申請断念 行政の“水際作戦”「実態と背景」とは                                              |
| 12月15日 | DV男から逃げた19歳女性、“所持金数百円”で「生活保護」申請も… 社会復帰への「一歩」を踏み出すまでに味わった「困難」とは                               |
| 12月22日 | 「生活保護世帯の子」も“大学”へ行けて「バイト」もできる… 近年充実した「公的サポート」の中身とは                                                     |
| 2025年   | |
| 1月2日   | 「ずっと真面目に働いてきたのに…」無年金で“生活保護”を受けざるを得ない日本人・在日外国人「それぞれの事情」とは                                      |
| 1月5日   | 「フィリピンに帰ればいい」生活保護を求める日本育ちの女性が受けた “違法な” 対応…背景にある「制度の誤解」とは                                        |
| 1月12日  | 生活保護「不正受給」は“ごくわずか”なのか？ 受給者・行政双方の「誤解」が招いた“悲劇”とは                                                            |
| 2月2日   | 生活保護を申請したら役所が「処分してください」と“拒否”…「車」が“ぜいたく品”ではない切実な事情                                                      |
| 2月9日   | 生活保護基準“引き下げ”のため政府が「物価偽装・統計不正」？ 行政裁判で「国の敗訴」が相次いでいる理由                                                |
| 2月16日  | エアコン代も「自己責任」で…生活保護受給者の“生命”脅かしかねない「行政の対応」生む“厚労省通達”の内容とは                                            |
| 2月23日  | 生活保護受けられず54歳息子が86歳母を「介護殺人」…貧困で追い詰められた親子はどうすれば“救われた”のか                                                |
| 3月2日   | 30代シングルマザー「息子の高校“入学金”が払えない」“高校授業料無償化”の落とし穴…母子が行政の“たらい回し”の果て「生活保護」選んだ理由                |
| 3月9日   | 中国人48名“来日直後”に「生活保護」申請…行政が「保護開始決定」せざるを得なかった“法制度の欠陥”とは                                                  |
| 3月16日  | “安い家”に引っ越さなくても「生活保護」は受けられる？ 生活困窮した場合の「住まい」に関する“重大な誤解”とは                                          |
| 3月23日  | 法が禁じる“偽装請負”で搾取、40代女性が「生活保護」に行きつく…公的機関はなぜ機能しなかったか                                                        |
| 3月30日  | 認知症70代母を行政が“連れ去り”、不必要な「生活保護」受給…“虐待”疑われた娘が味わった「苦難」とは                                                    |
| 4月6日   | 全財産をだまし取られた認知症の在日韓国人70代男性が“生活保護受給”…その経緯にみる「成年後見制度」の課題とは                                          |
| 4月20日  | 「外国人への生活保護は“判例”で憲法違反」は“悪質なデマ”！？ 最高裁は何を判示したか                                                                  |
| 4月27日  | 「生活保護を受けたら不利益がありますか？」AIの回答は“間違いだらけ”だった…実務家が語る“現実”とは                                                    |
| 5月3日   | 生活保護「持ち家を売らないと受けられない」はウソ 役所やネット上の言葉をうのみにする前に…知っておきたい“実際の法制度”                               |
| 5月11日  | “クスリ漬け”にされた挙げ句「生活保護」受給のケースも…精神疾患者が“食い物”にされる背景にある「構造的問題」とは                                      |
| 5月25日  | 過酷な労働環境で“頑張る”人ほど「地獄」を見る？ 社会保障制度の落とし穴…行政書士がすすめる“回避方法”とは                                             |
| 6月1日   | 「生活保護は甘え」は本当か？ 強迫神経症で職を失った30代男性が「給付と支援」でつかんだ人生の再出発                                                  |
| 6月29日  | 3人の子を抱え飢えた「シングルマザー」が“生活保護”を申請せず「餓死」を選んだ理由…「報道」が伝えなかった“国ぐるみ”の「適正化政策」の“弊害”とは？     |
| 7月7日   | 「生活保護」必要な人の8割が受けられず「バッシング」の対象にさえ…その“元凶”とは？ 日本の制度が“悪い意味”で「特殊」である理由                        |
| 7月14日  | 病に苦しみ働きながら「生活保護」受給…シングルマザーを追い詰めた市職員の“ハラスメント” 子の大学卒業と同時に保護を“卒業”するまでに味わった“辛酸”とは |
| 7月22日  | “障害者とその家族”のため「生活保護」が果たす重要な役割…親が亡くなった後でも、一人でも、“幸せに”生きていけるため“必要なこと”とは？                  |
| 7月28日  | 生活保護受給者の“孫”が働きながら学校に通うのはNG？ 最高裁判決に「国はヤングケアラー推進か」疑問の声も…若者の自立を阻む“制度の矛盾”とは             |
| 8月4日   | “冷蔵庫が空っぽ”でも「生活保護」受けられず…2児のシングルマザーが突然の「交通事故」で困窮、直面した“理不尽すぎる”現実                               |

- 「JBpress」（日本ビジネスプレス、2025年[78]）